# Улица Ломина (Београд)
| ЛОМИНА · улица | ЛОМИНА · улица  |
| -------------- | --------------- |
|                |                 |
| Општина        | Савски венац    |
| Почетак        | Каменичка улица |
| Крај           | Балканска улица |
| Дужина         | 300 m           |
| Ширина         | 10 m            |
| Створена       | непознато       |
| Названа        | 1872            |
|                |                 |
|                |                 |
|                |                 |

Ломина улица налази се код пијаце „Зелени венац”. Простире се нешто ниже од Улице краљице Наталије, паралелно са њом, од Каменичке до Балканске улице, на територији општине Савски венац.

## Име улице
Улица је добила име у част војводи Арсенију Ломи, из периода I и II српског устанка.
У Београдским општинским новинама из месеца јануара 1934 налазимо податак да је Ломина улица у периоду 1927—1928 калдрмисана на терет буџета.

## Историја
Ломина улица носи име војводе Арсенија Ломе, рођеног 1775. године у селу Драгољ, који је своје прва војна искуства стекао у борбама против јаничара у време везира Хаџи Мустаф-паше, под патронатом Станоја Главаша. Према Лазару Арсенијевићу Баталаки његова заседа код Сибнице била је први оружани сукоб Срба и Турака.
Касније је Арсеније учествовао у заузимању Чачка, Ужица, Краљева и Београда. Био је и један од војвода који су заједно са Карађорђем извојевали победе над Турцима и код Новог Пазара, Сјенице и Нове Вароши. Због ратних заслуга Лома је 1811. године унапређен у звање војводе. Након пропасти I српског устанка, са Милошем Обреновићем, Лома се предао Турцима и суделовао у сузбијање Хаџи-Проданове буне.
Касније је учествовао у припреми Другог српског устанка, поводом ког је присуствовао зборовима народних првака у Топчидеру, Вреоцима и Рудовцима. Два-три дана пре Милошеве коначне одлуке Лома је напао турске снаге код Јасенице и Руднику, и тако званично отпочео II српски устанак, у коме је касније из потаје рањен близу Рудника и где губи живот 1815. године .

## Суседне улице
- Улица краљице Наталије
- Улица Гаврила Принципа

## Значајни објекти
Тржни центар „Зелени венац”
Дом здравља Савски венац - Здравствена амбуланта 1
Градски центар за социјални рад
Савез јеврејских општина Србије

## Занимљивости
У Бодљикавом прасету број 36, од 1. августа 1842. године карикиран је наслов Ломине улице који је илустратора асоцирао на лом.